# Pizza Pictou County
La pizza Pictou County est une variante régionale de la pizza que l'on trouve dans le comté de Pictou, en Nouvelle-Écosse. On dit que ce style de pizza est unique, en raison de sa « sauce brune » et de son pepperoni fabriqué à Halifax, appelé Brothers, fabriqué par Chris Brothers Meats and Deli. La pizza peut être expédiée congelée à travers le Canada via un arrangement entre une pizzeria locale et l'agence UPS locale. La destination la plus courante est Fort McMurray, en Alberta, avec un délai de livraison de deux jours,. 
Depuis 2014, une compétition annuelle entre les pizzaïolos du comté de Pictou est organisée, les prix étant décernés dans une catégorie Choix du public et sélectionnés par un panel de juges. Début 2018, il a été annoncé que la pizza du comté de Pictou sera disponible dans la région d'Halifax par le biais de la livraison à partir d'un emplacement à Truro, moyennant des frais de livraison de 10 $, avec la première livraison le 10 février 2018.